# رعنای زیبا (سرده)
رعنا زیبا با (نام علمی: Gaillardia) یکی از گیاهان گلدار دائمی است که بین ۳۰ تا ۵۰ سانتی متر رشد می‌کند. گلبرگ‌های این گیاه زرد و قرمز یا قهوه‌ای رنگ بوده و گل‌هایش به دو نوع پُر پَر و کم پَر و همچنین تک‌رنگ یا دورنگ تقسیم می‌شود. رعنا زیبا به خاک غنی و آفتاب فراوان نیاز دارد.

## نگارخانه

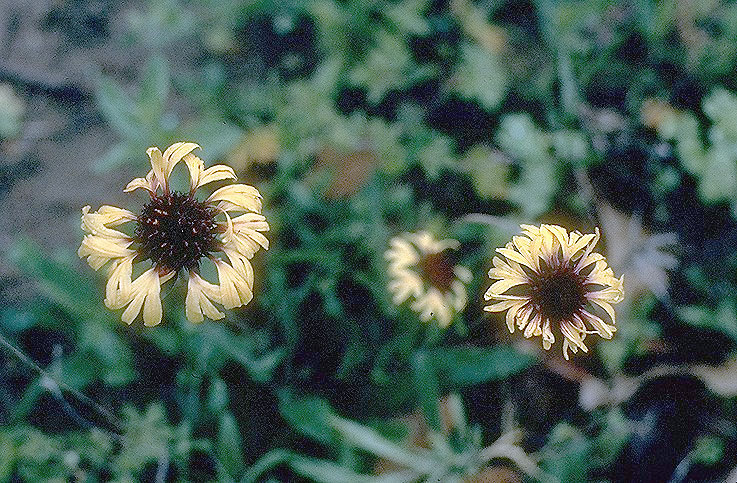
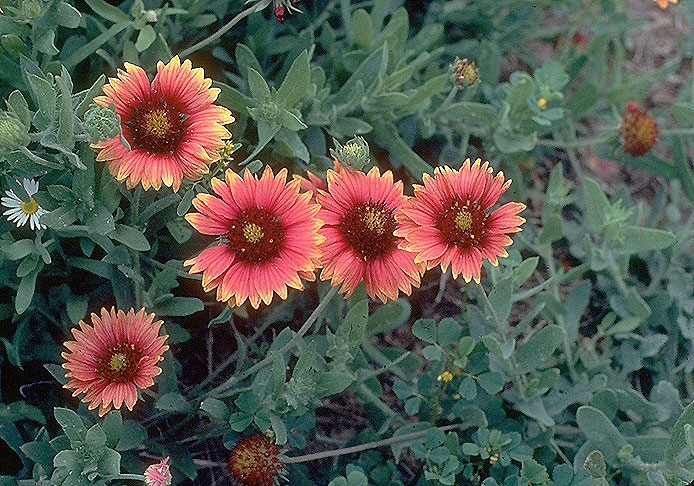
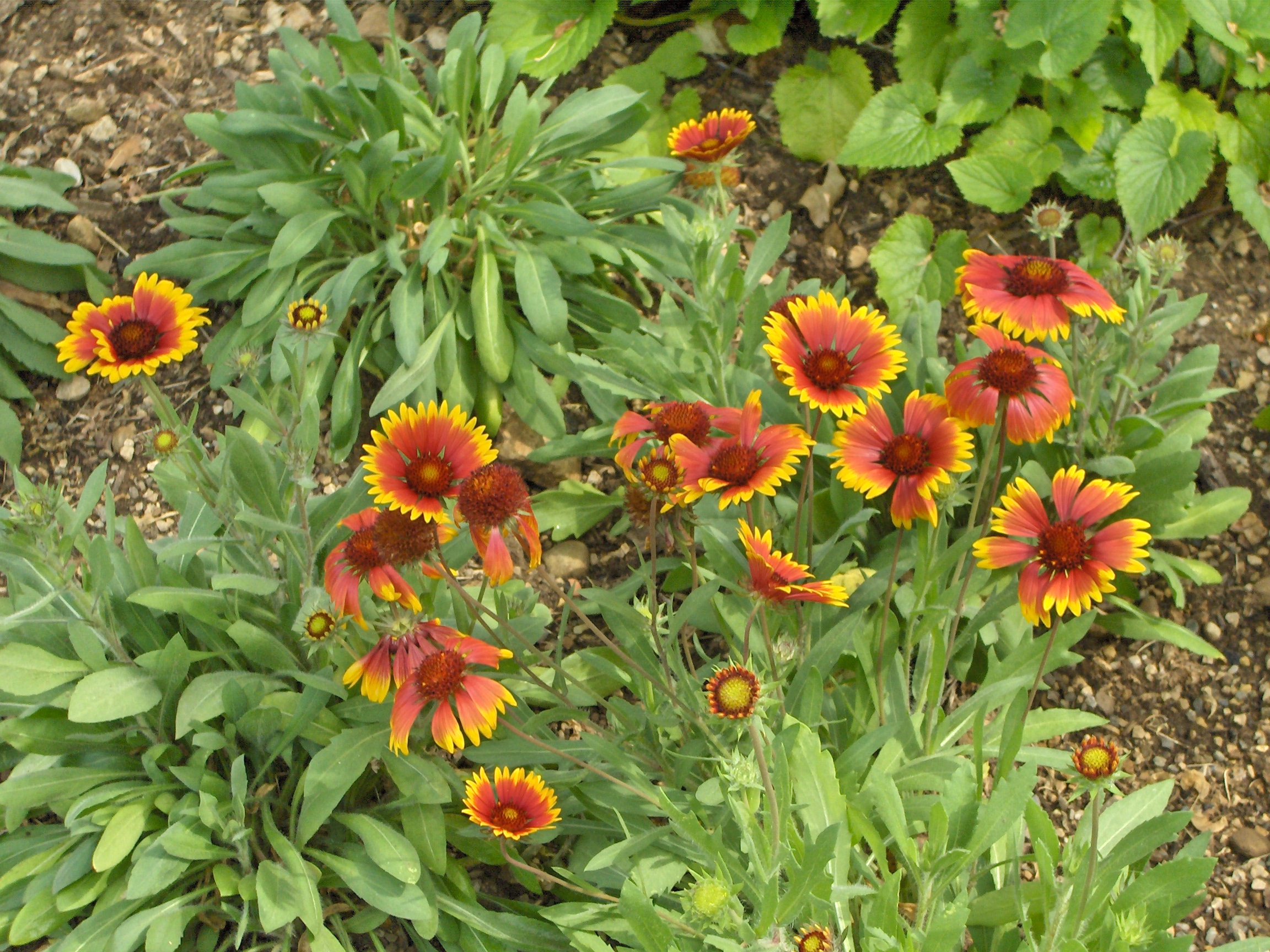
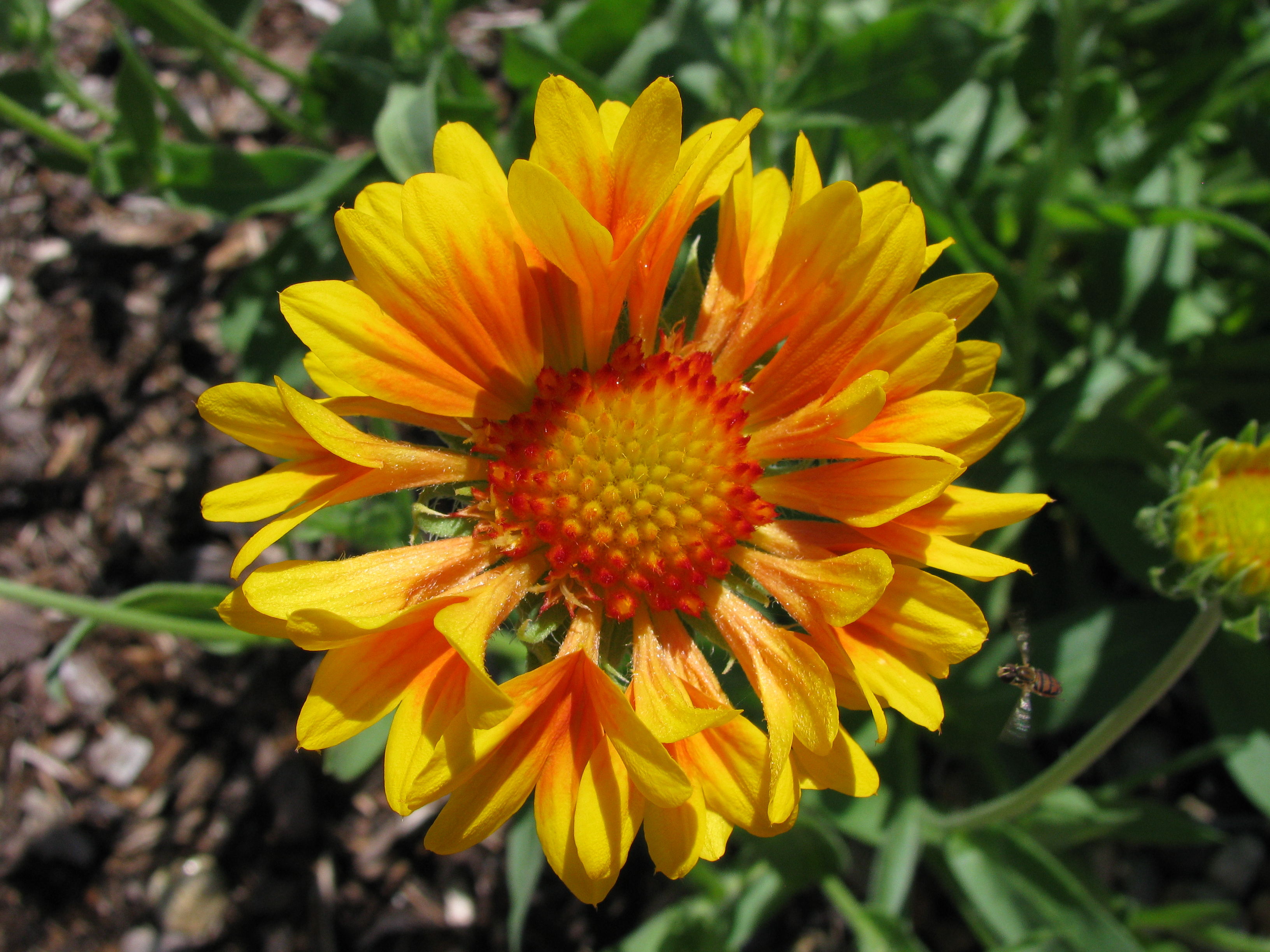